# Ryasjö
Ryasjö är en sjö i Varbergs kommun i Halland och ingår i Viskans huvudavrinningsområde. Sjön är 3 meter djup, har en yta på 0,132 kvadratkilometer och befinner sig 39,1 meter över havet. Sjön avvattnas av vattendraget Skuttran.

## Delavrinningsområde
Ryasjö ingår i det delavrinningsområde (634641-129196) som SMHI kallar för Ovan Toarpebäcken. Medelhöjden är 49 meter över havet och ytan är 9,14 kvadratkilometer. Det finns inga avrinningsområden uppströms utan avrinningsområdet är högsta punkten. Skuttran som avvattnar avrinningsområdet har biflödesordning 2, vilket innebär att vattnet flödar genom totalt 2 vattendrag innan det når havet efter 21 kilometer. Avrinningsområdet består mestadels av skog (26 %), öppen mark (17 %) och jordbruk (49 %). Avrinningsområdet har 0,48 kvadratkilometer vattenytor vilket ger det en sjöprocent på 5,3 %.